# SBT Notícias (1995)
SBT Notícias foi um telejornal noturno brasileiro que foi produzido e exibido originalmente pelo SBT entre 4 e 30 de dezembro de 1995. O telejornal contava com a apresentação do casal de âncoras Eliakim Araújo e Leila Cordeiro.
O telejornal foi criado para tomar o lugar do policialesco Aqui Agora no horário da noite, com um tom mais leve e considerado menos sensacionalista do que o jornalístico policial, que por sua vez passou a ser exibido no horário da tarde. A sua criação também implicou na contratação de novos profissionais, principalmente repórteres de outras emissoras.
Inicialmente previsto para ser levado ao ar com a inauguração dos novos estúdios do SBT, o CDT da Anhanguera, o telejornal foi levado ao ar antes dele ser inaugurado, em um cenário que não seria o seu definitivo. A repentina estreia do jornalístico acabou não resultando em boa audiência, causando o seu cancelamento, que foi feito no penúltimo dia de 1995.

## Criação e produção
A criação do SBT Notícias foi originalmente feita a partir da inauguração do CDT da Anhanguera, local que futuramente passaria abrigar os novos estúdios da emissora. Para o novo programa, o SBT contratou a empresa norte-americana Machugh and Heffman Inc, na qual já tinha sido dado consultada para os telejornais do SBT. Com investimento estimado em 5 milhões de dólares, a emissora contratou diversos profissionais de outras emissoras. Foram eles Maria Manso, que trabalhava para a TV Cultura, além de Britto Jr., Maria José Sarno, Mário Rezende e Valéria Sffeir, todos vindos da Rede Globo. Outros repórteres do SBT foram deslocados para o projeto, sendo eles Magdalena Bonfiglioli, Célia Serafim e Célia Bravin, que deixaram de faz parte da equipe do Aqui Agora. A jornalista Joyce Pascowitch, que na época era colunista do jornal Folha de S.Paulo, foi convidada para ser comentarista no telejornal.
Para a ancoragem do telejornal, o casal de apresentadores Eliakim Araújo e Leila Cordeiro, que até então estavam na apresentação do Jornal do SBT, foram escolhidos. A estreia do telejornal foi adiantada, devido a uma queda de audiência do programa jornalístico policial Aqui Agora, que mudou para a faixa das 13h30 após a estreia do novo telejornal, que aconteceu no dia 4 de dezembro de 1995. Foi definido também que o telejornal teria duas edições: a primeira, no antigo horário do Aqui Agora, e a segunda sendo exibida após o Jô Soares Onze e Meia.

## Formato
O cenário do SBT Notícias, que no projeto original previa a sua estreia no CDT da Anhanguera, tinha uma falsa redação jornalística ao seu fundo nos antigos estúdios do SBT na Vila Guilherme, que seriam uma redação de verdade caso o telejornal tivesse colocado no ar com a inauguração dos novos estúdios. Neste cenário, os âncoras do telejornal apresentavam o telejornal em pé, percorrendo por ele durante a apresentação das reportagens do programa.

## Exibição
O telejornal teve a sua primeira exibição feita no dia 4 de dezembro de 1995, às 18h30, na faixa horário que pertencia ao policialesco Aqui Agora, que passou a ser exibido durante a tarde. Era exibido de segunda a sábado, em dois horários: além das 18h30, era exibido após o término do Jô Soares Onze e Meia, por volta da 1h30. Com a baixa audiência registrada pelo programa, ele acabou sendo cancelado em 30 de dezembro de 1995. Dessa forma, a grade programação voltou ao que era antes da estreia do SBT Notícias.